# コンスタンティノープルの陥落
コンスタンティノープルの陥落（コンスタンティノープルのかんらく、ギリシア語: Άλωση της Κωνσταντινούπολης、トルコ語: Konstantinopolis'in Düşüşü veya İstanbul'un Fehti）とは、1453年5月29日、オスマン帝国のメフメト2世によって東ローマ帝国の首都コンスタンティノープル（現在のイスタンブール）が陥落した事件である。この事件により東ローマ帝国は滅亡した。また、「ローマ帝国の滅亡」は476年の西ローマ皇帝の廃止とするのが一般的ではあるが、この東ローマ帝国の滅亡がローマ帝国の滅亡であるとする識者も多い。

## メフメト2世の野望

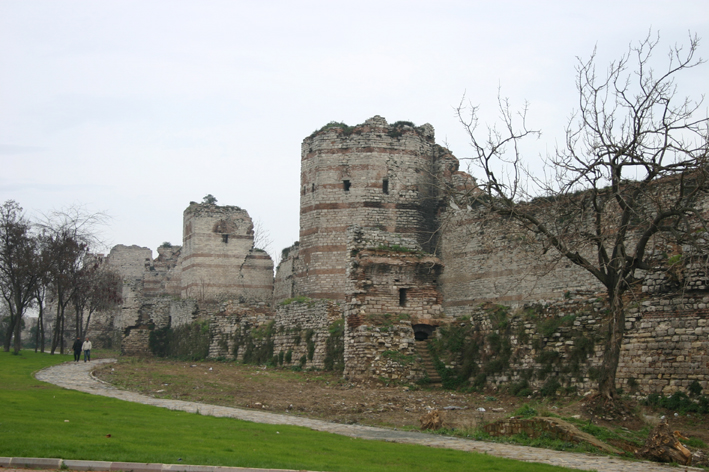
約1000年にわたって難攻不落を誇った「テオドシウス（2世）の城壁」

この戦争の以前には、オスマン帝国と東ローマ帝国は表向きは平和的な関係にあった。この時代になると「帝国」という名前とは裏腹に、東ローマ帝国の領土は首都コンスタンティノープルと、ペロポネソス半島の一部モレアス専制公領（古代スパルタ近郊にあるミストラの要塞が首府）を残すのみとなっていた。ローマ帝国が東西に分裂して以来、コンスタンティノープルは幾度となく攻撃を受けてきたが、占領されたのは第4回十字軍による一回（1204年の包囲戦）だけであった。10世紀のブルガリア帝国君主シメオン1世や14世紀のセルビア王ステファン・ウロシュ4世ドゥシャンのように、東ローマ帝国を完全に征服しようと意図した者はいたが、実際に成功した者はいなかった。しかし、メフメト2世はこれを目指したのである。

## 開戦の経緯
開戦の経緯については必ずしも明確であるとは言えない。
- 歴史家ドゥカス（英語版）の伝えるところでは、東ローマ皇帝コンスタンティノス11世ドラガセス（在位1449年-1453年）がメフメトを牽制する意図で、コンスタンティノープルに亡命していたオスマン家のオルハン王子[注釈 1]を対立スルタンに擁立すると警告したことに、メフメトが立腹し戦争状態に突入したという。事の次第に驚いたコンスタンティノス11世は和平交渉を試みたが不成功に終わった。
- 1452年から1453年は世界的な異常気象が起こった「夏のない年」の一つに当たっている。海底火山クワエが複数回爆発したことによる大量の火山灰が巻き散らかされた影響（火山の冬）で冷夏が数年間続いており、そのために大飢饉になったと考えられている。

## 包囲戦の状況

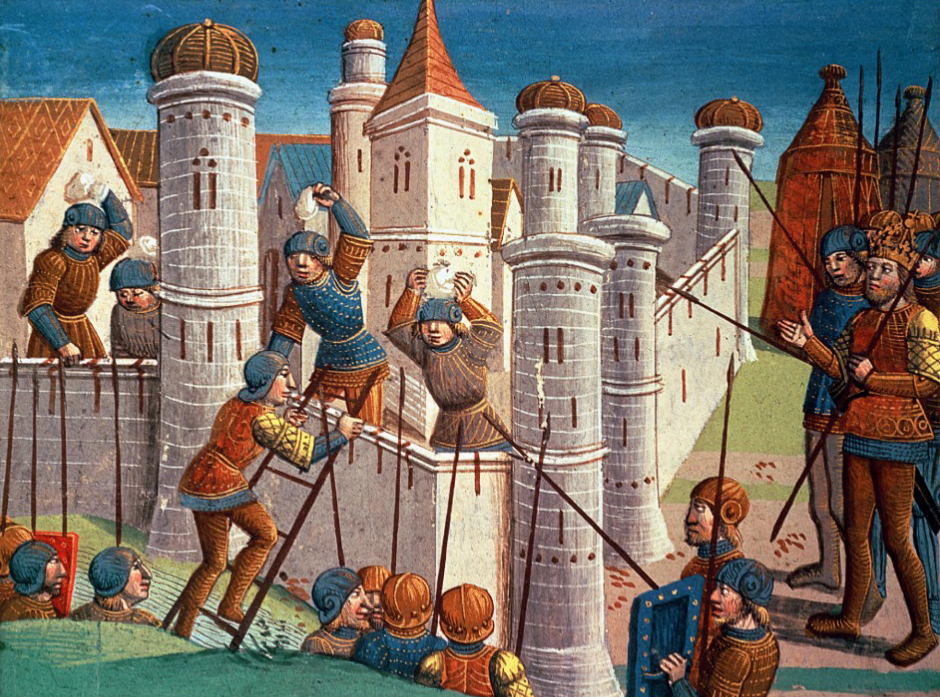
コンスタンティノープルの包囲戦

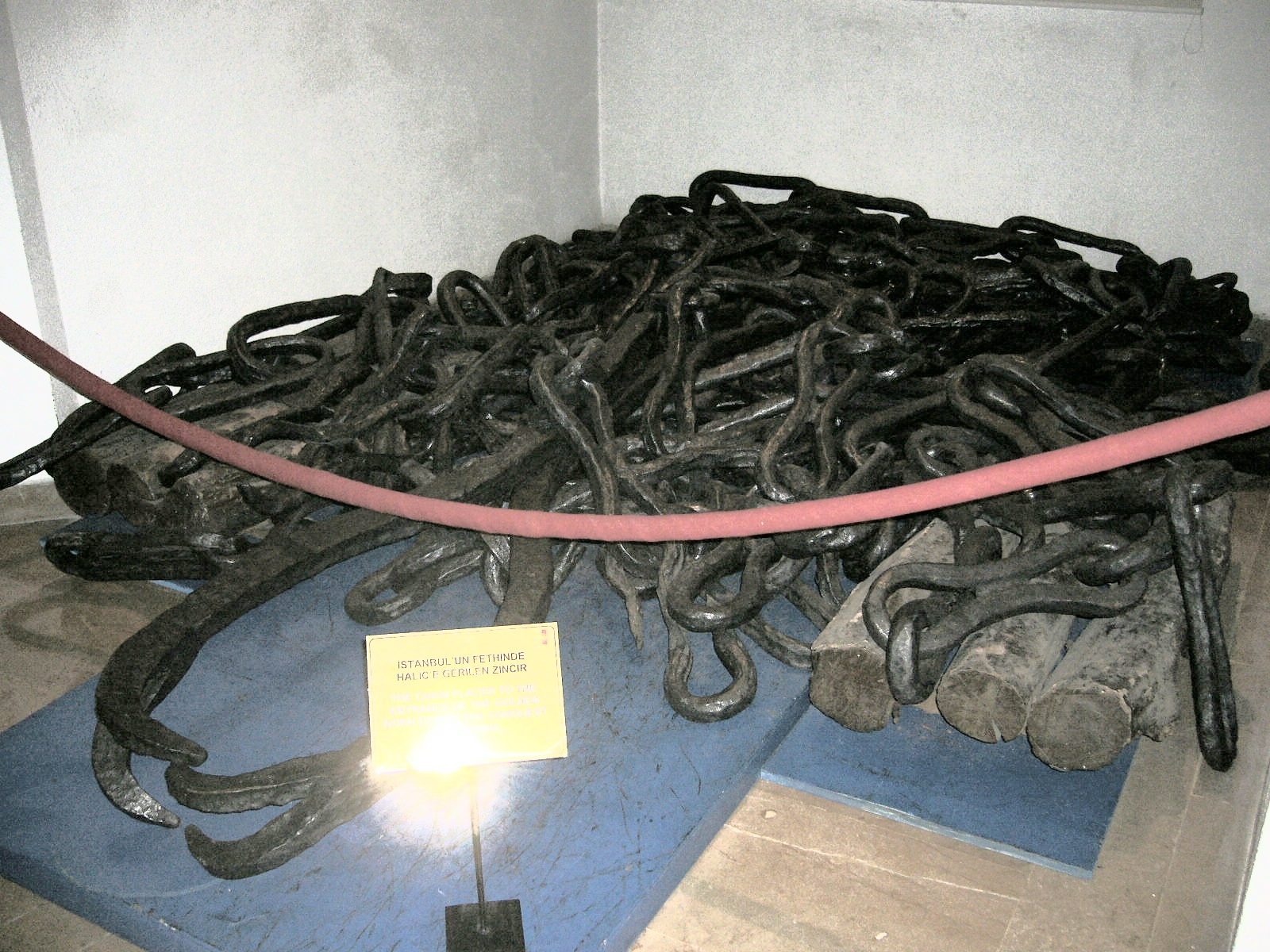
東ローマ帝国が、オスマン艦隊の侵入を阻止するため金角湾口に張り渡した防鎖。イスタンブール軍事博物館にて展示。

コンスタンティノープルの包囲戦後半で「オスマン艦隊の山越え」が行われた後の両軍の配置。

メフメト2世は1452年にボスポラス海峡のヨーロッパ側、つまりコンスタンティノープルの城壁の外側に城を建て、攻城戦の足がかりとした。この城は「ローマの城」という意味のルメリ・ヒサルと呼ばれた。コンスタンティノス11世は西ヨーロッパ諸国に救援を求めたもののその反応は鈍く、ローマ教皇ニコラウス5世はこれに応じる姿勢を見せたが実質的な進展はほとんど見られなかった。コンスタンティノープルを重要な商業拠点とするヴェネツィアとジェノヴァは援軍を送り、東ローマ軍は2000人の外国人傭兵を含めて7000人になった。都市を囲む城壁の総延長は約26kmで、おそらく当時最も堅固な城壁であった。
一方、オスマン帝国側は、スルタン直属の最精鋭部隊であったイェニチェリ軍団2万人を中心とした10万人の大軍勢に加え、海からも包囲するために艦船を建造させた。またハンガリー人の技術者ウルバンが売り込んだ新兵器ウルバン砲を採用して戦局を優位に進めた。それは長さ8m以上、直径約75cmという巨大なもので、544kgの石弾を1.6km先まで飛ばすことができた。東ローマ帝国にも大砲はあったが、より小さいもので、射撃の反動で城壁を傷つけることがあった。ただし、ウルバン砲にも欠点はあった。「コンスタンティノープルのどこか」といったような、かなり大きな標的でさえも外すほど命中精度が低かったのである。さらに1回発射してから次の発射までに3時間かかった。砲弾として使える石が非常に少なく、射撃の反動が元で6週間使うと大砲が壊れるという始末であった。
メフメト2世は、コンスタンティノープルが唯一陸地に面する西側の城壁から攻撃しようとし、1453年4月2日の復活大祭の日に、都市郊外に軍隊を野営させた。7週間にわたり大砲により城壁を攻撃したが、十分に崩すことはできなかった。というのは、射撃間隔がとても長かったため、東ローマ帝国側はその損害のほとんどを回復することができたためである。一方、メフメト2世の艦隊は、金角湾の入り口に東ローマ帝国側が渡した太い鎖によって、その中に入ることができなかった。途中、救援物資を積載したジェノヴァ船3隻と東ローマ船1隻が金角湾に来航し、オスマン艦隊と海戦になったものの、オスマン艦隊は彼らを拿捕することに失敗した。
オスマン帝国側は膠着状態を打開すべく、金角湾の北側の陸地（ジェノヴァ人居住区があったガラタの外側）に油を塗った木の道を造り、それを使って陸を越え70隻もの船を金角湾に移す作戦に出た。「オスマン艦隊の山越え」と呼ばれるこの奇策は成功し、これによりジェノヴァ船による援助物資の供給は阻止され、東ローマ帝国軍の士気をくじくことになった。しかし、陸上の城壁を破る助けとはならなかった。
この間に、コンスタンティノープル政府とメフメト2世との間で和平交渉が形式的に行われた。メフメト2世は降伏・開城を呼びかけ、安全な退去とモレアス専制公領の支配権を約束した。コンスタンティノス11世はこれを拒絶し、包囲戦は続行された。またオスマン陣営内でも和平派と主戦派が激論を戦わせる場面もあったようであるが、最終的には後者が勝り、メフメト2世は総攻撃を決定した。
西欧からの来援は、結局なかった。最も近い国の一つハンガリー王国は消極的な干渉を試みたようであるが、オスマン側の包囲を解かせるには至らなかった。
防衛側も、最期を察知していた。5月28日の夜、コンスタンティノス11世は宮殿で大臣や将兵を前に最後の演説を行った。将兵たちは涙ながらに「キリストのために死ぬのだ！」と叫び、皆お互いに別れを告げあった。その後、ハギア・ソフィア大聖堂で聖体礼儀が行なわれ、皇帝コンスタンティノス11世以下将官、市民など多くの人々が神に最後の祈りを捧げた。聖体礼儀が終わると、コンスタンティノス11世は臣下の一人一人に自らの不徳を詫び、許しを乞うた。その場にいたもので涙を流さない者はいなかったと、偽スフランゼスの『年代記』は伝えている。

## 東ローマ帝国の滅亡

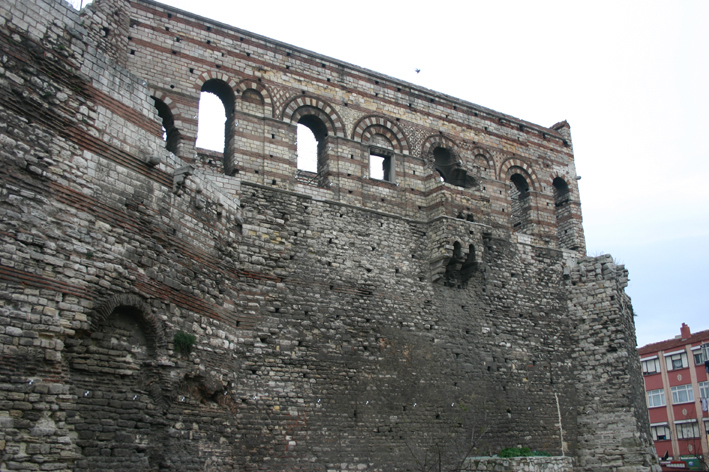
コンスタンティノス11世パレオロゴスが最後の演説を行ったとされる「コンスタンティノス・ポルフュロゲネトスの宮殿」

5月29日未明、ついにオスマン帝国側の総攻撃が開始された。攻撃の第一波は、貧弱な装備と訓練のされていない不正規兵部隊（バシ・バズーク）たちだったため、多くが防衛軍に倒された。第二波は、都市の北西部にあるブラケルナエ城壁に向けられた。ここは大砲によって部分的に破壊されていたため、何とか侵入できる場所であったが、すぐに防衛軍によって追い払われた。イェニチェリ軍団の攻撃にもどうにか持ちこたえていたのだが、ジェノヴァ人傭兵隊長ジョヴァンニ・ジュスティニアーニ・ロンゴが負傷したことで、防衛軍は混乱に陥り始めた。
不幸なことにブラケルナエ地区のケルコポルタ門の通用口は施錠されていなかった。これを発見したオスマン軍は城内に侵入し、防衛軍はたちまち大混乱に陥って敗走した。しかしコンスタンティノス11世は、最後まで前線で指揮を執り続けた。ドゥカスの伝えるところでは、城壁にオスマンの旗が翻ったのを見たコンスタンティノス11世は身につけていた帝国の国章（双頭の鷲の紋章）をちぎり捨て、皇帝のきらびやかな衣装を脱ぎ捨てると、「誰か朕の首を刎ねるキリスト教徒はいないのか！」と叫び、親衛軍とともにオスマン軍の渦の中へ斬り込んでいったと言われている。コンスタンティノープルに亡命していたオスマン帝国の皇族オルハンは自害した。
残る東ローマ帝国の領土であるモレアス専制公領はコンスタンティノープル陥落後も数年ほど存続したが、混乱の中で失地を回復することはできず、1460年に制圧された。こうして、西ローマ帝国に遅れること1000年あまり、古代から存続してきた東ローマ帝国は完全に滅亡した。しかし、ロシア、イタリアなどに亡命した皇族もいる。彼らは、東ローマ帝国の復活を求め続けた。なお、 アルメニアのおそらく 15世紀の詩人アルラケール・バギシュは『ポリスへの哀歌』で、アブラハム・アンキョルは『コーンスタンティヌポリス占領の哀歌』においてコンスタンティノープル陥落を嘆いている。

## 陥落後のコンスタンティノープル
当初、包囲に抵抗した都市に対する伝統的な処罰として、メフメト2世は兵士たちに都市を3日間略奪するように命じたが、古代から続くこの帝国への敬意を忘れなかったため、数時間後に一転して軍の行動を阻止するように命じ、街の状況が落ち着いてからコンスタンティノープルに入った。総主教座のあったハギア・ソフィア聖堂はイスラム教のモスクに改修された。
メフメトはこの都市1つの征服によって「征服王」と呼ばれるようになる。コンスタンティノープルは「コスタンティニエ（قسطنطنية, Kostantiniyye）」の名で、オスマン帝国の新しい首都となった。正教会に対しては多くの聖堂をモスクに改造して抑圧策をとる一方で、人望の篤い修道士であったゲンナディオス・スコラリオスをコンスタンティノープル総主教に任命し、正教徒の懐柔にあたった。

### 現代
東ローマ帝国のキリスト教会や修道院をモスクに転用するなどして残しつつ、オスマン帝国の首都として整備されたイスタンブール歴史地域はユネスコにより世界文化遺産に登録されている。
オスマン帝国の実質的な継承国であるトルコ共和国政府は2020年5月29日、コンスタンティノープル征服567周年記念式典を開いた。会場のアヤソフィアでイスラム教の聖典『コーラン』を朗読したことに対して、ギリシャ共和国政府は「世界中のキリスト教徒への侮辱」と抗議した。トルコのエルドアン大統領は2020年7月10日、世界遺産 イスタンブール歴史地区を代表する旧大聖堂アヤソフィアを再びイスラム教のモスク（礼拝所）とする大統領令に署名した。

## 滅亡の影響
大航海時代へ（15世紀中期 - 17世紀中期）
シルクロードの要であったコンスタンティノープルが失われ、その後制限が加えられたことから、ヨーロッパではコンスタンティノープルを経由しないルート開拓として大航海時代が始まった。
ジェノヴァ、ヴェネツィア等の地中海貿易で栄えていた都市国家は、その権益をオスマン帝国に奪われる事になり、イタリアの一地方都市へと転落して行く。彼の国の航海士達の多くは、後にスペインやポルトガル等のイベリア半島の新興国家に移り、大航海時代に大活躍をする。

宗教改革
キリスト教徒にとってコンスタンティノープルは重要な聖地であり、それをイスラム教国家であるオスマン帝国に奪われたという事は、結果として教皇の権威失墜を意味し、後の宗教改革への胎動の一つとなる。

諸国の変遷
東ローマ帝国への援軍に消極的だったバルカン半島諸国は、後にオスマン帝国に滅ぼされるか、ハプスブルク家の傘下になるかの何れかの道を辿り、本格的な独立を回復するのは20世紀になってからである。

東ローマ帝国地方政権の末路については「モレアス専制公領」「トレビゾンド帝国」を参照。

ロシア帝国、ドイツ帝国などの国家が第二のローマであるビザンツ帝国の後継者を自称し第三のローマを標榜した。

ルネサンス
コンスタンティノープル陥落前後には、多くのギリシャ人の学者・知識人が東ローマで保存・研究されてきた古代ギリシャ・ローマ時代の文献を携えて西欧へと亡命し、これがイタリア・ルネサンスに多大な影響を与えた。
以上を踏まえ、この事件は単に一帝国の滅亡に留まらず、世界史が中世から近世へと代わった重要な転換点だった事になる。